# Breganze Pinot grigio superiore
Il Breganze Pinot grigio superiore è un vino DOC la cui produzione è consentita nella provincia di Vicenza.

## Caratteristiche organolettiche
- colore: dal paglierino al giallo dorato, talvolta con riflessi rosacei
- odore: delicato, gradevole, caratteristico
- sapore: secco, armonico e vellutato, con o senza persistenza gradevole di legno

## Produzione
Provincia, stagione, volume in ettolitri
- nessun dato disponibile